# Dytaster rigidus
Dytaster rigidus is een kamster uit de familie Astropectinidae.
De wetenschappelijke naam van de soort werd in 1894 gepubliceerd door Edmond Perrier.